# Amphiodia planispina
Amphiodia planispina is een slangster uit de familie Amphiuridae.
De wetenschappelijke naam van de soort werd in 1867 gepubliceerd door Carl Eduard von Martens.